# 京都府立清明高等学校
京都府立清明高等学校（きょうとふりつ せいめいこうとうがっこう）は、京都府京都市北区小山南大野町に所在する府立高等学校。

## 概要
- 2015年に開校。昼間定時制、単位制高校として誕生。

## 沿革
- 2012年3月 - 京都府議会において設置議決
- 2013年9月 - 京都市地区新設高等学校開設準備委員会を京都府教育庁に設置
- 2014年4月 - 京都市地区新設高等学校開設準備室を京都府総合教育センターに設置
- 2014年7月 - 京都府立高等学校設置条例の一部改正案可決と校名決定
- 2015年4月 - 条例により京都府立清明高等学校開校
- 2015年6月 - 竣工式挙行

## 教育課程
- 定時制・普通科（単位制）　昼間2部制、単位制、普通科 募集定員:1学年4クラス120名

## アクセス
- 京都市営地下鉄烏丸線、北大路駅より徒歩7分、鞍馬口駅より徒歩9分
- 京都市営バス、北大路バスターミナルより徒歩7分、北大路新町より徒歩2分、北大路堀川より徒歩4分